# Abraham van Beijeren

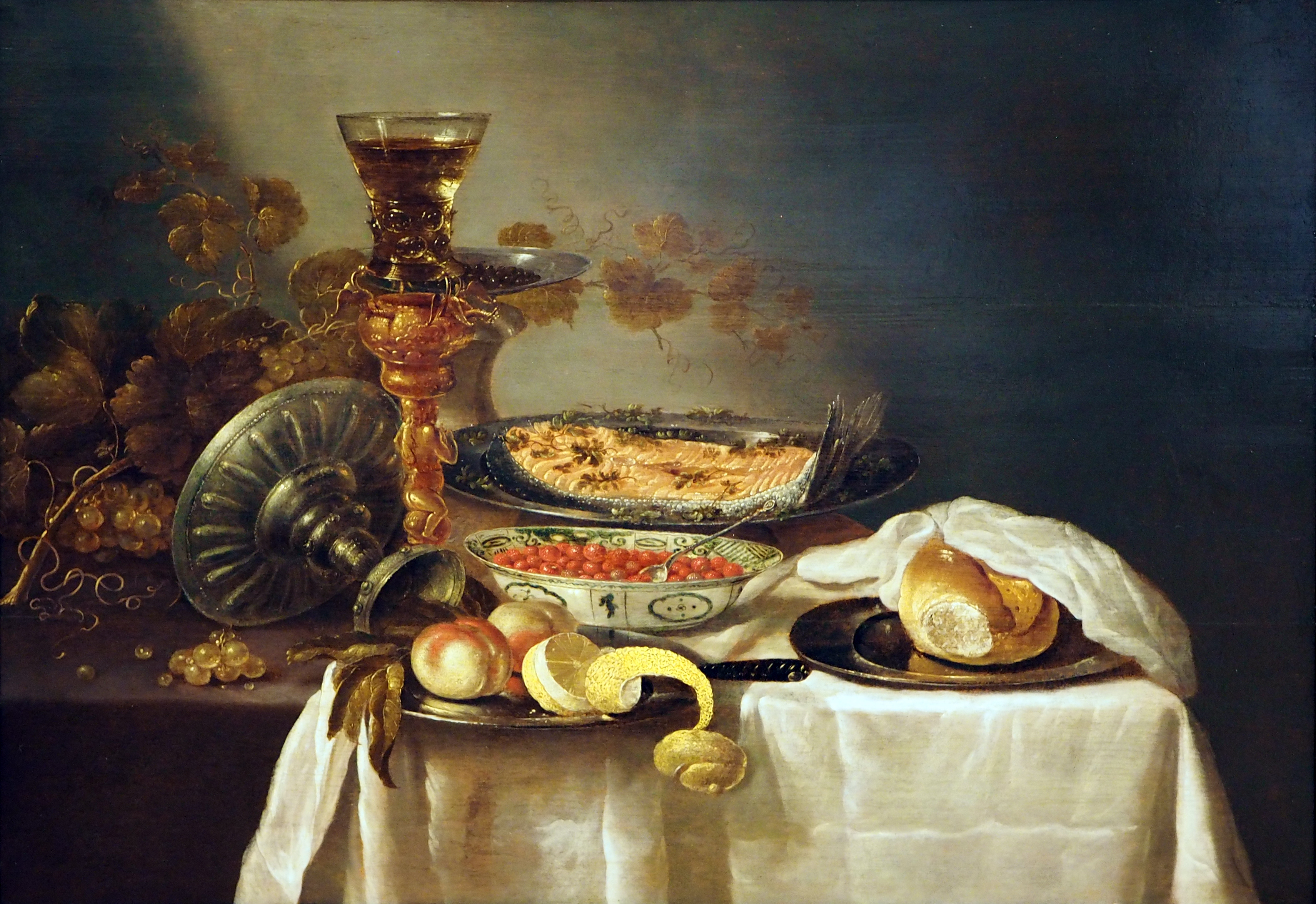
Bank eines Fischhändlers, Niedersächsisches Landesmuseum Hannover

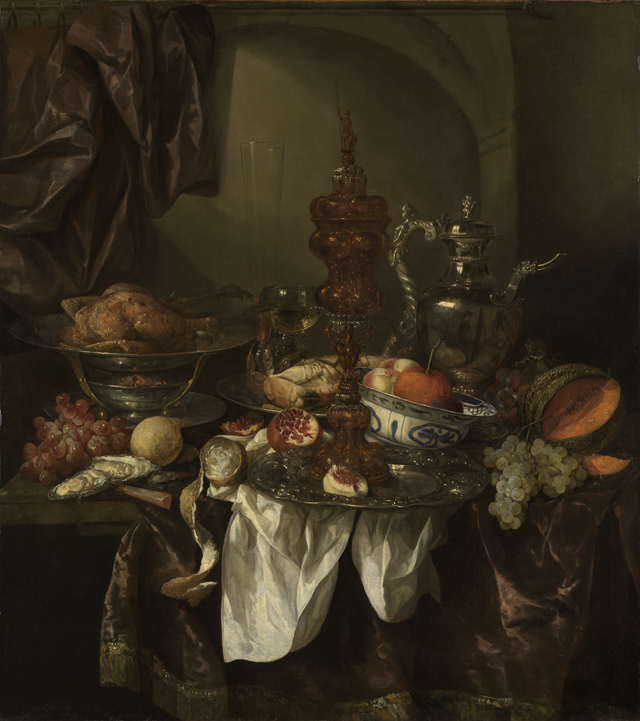
Prunkstillleben

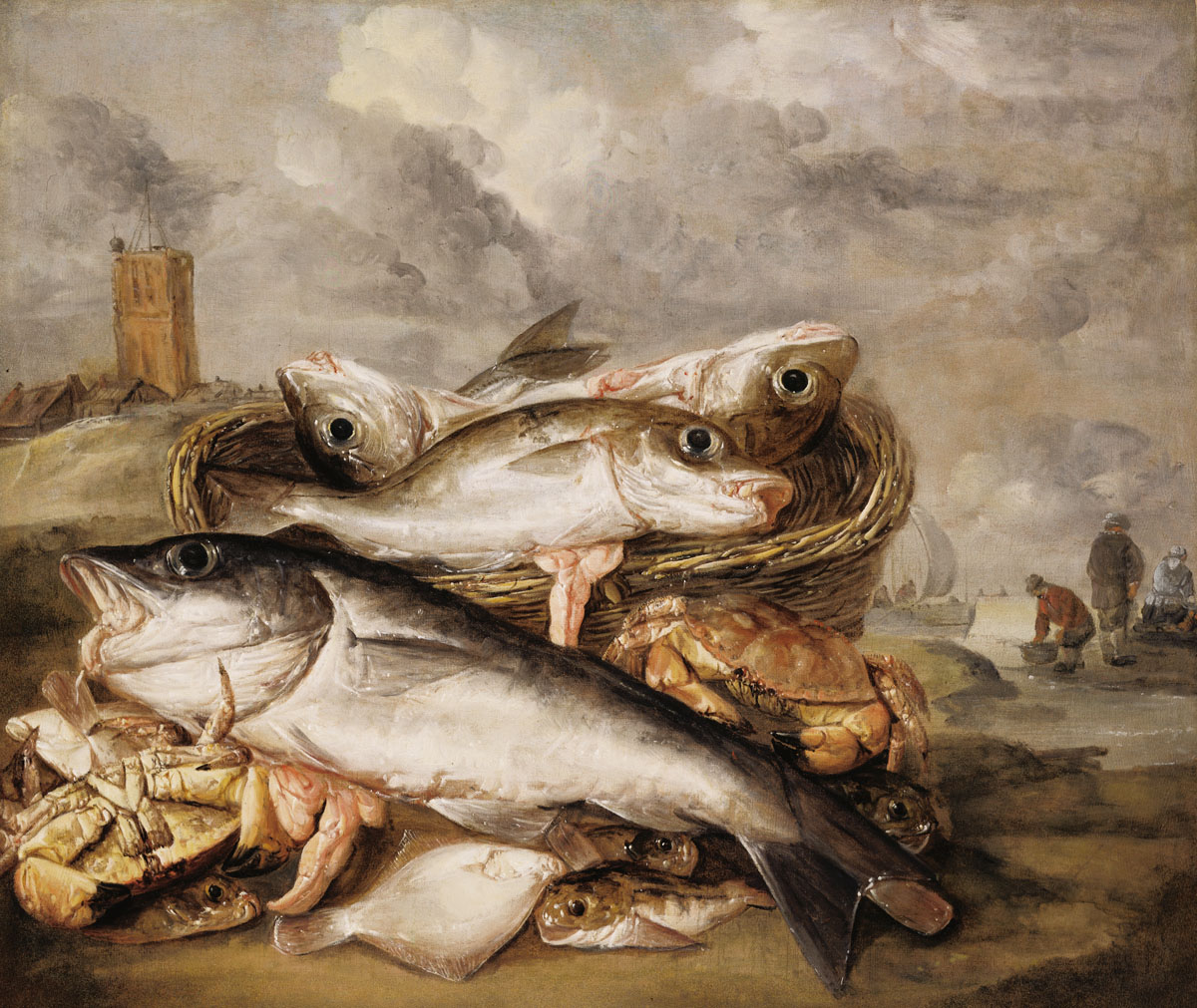
Stillleben von Fischen auf dem Ufer bei Egmond aan Zee, c. 1660

Abraham Hendrickz van Beijeren oder van Beyeren (* um 1620/21 in Den Haag; † 1690 in Overschie) war ein holländischer Maler von Stillleben und Seestücken des Barocks.

## Leben
Abraham Hendrickz van Beijeren, zu Lebzeiten als Künstler kaum bekannt, war der Sohn eines Glasers. Er hielt sich 1638–1639 in Leiden auf. 1640 wurde er in die Lukasgilde in Den Haag aufgenommen. Da er sich wie der dort geborene und ansässige Maler Pieter de Putter (1605–1659) auf Stillleben mit Fischen spezialisierte, wird angenommen, dass er von diesem ausgebildet wurde, jedoch konnte dies bisher nicht belegt werden. Van Beijerens Anwesenheit in Den Haag ist 1636 und von 1639 bis 1657 bezeugt, später arbeitete er in Delft (1657–1663), dann erneut in Den Haag (1663–69), danach in Amsterdam (1669–1674), in Alkmaar (1674) sowie in Gouda (1675), und schließlich in Overschie bei Rotterdam (ab 1677).
Abraham van Beijeren hatte 1638 in Leiden Emmerintia Stercke († 1646) geheiratet, die ihm drei Kinder gebar. Früh verwitwet, heiratete er 1647 in zweiter Ehe Anna, die Tochter des gut beschäftigten Porträtmalers Christian Van den Queborn (um 1515–1578).

## Werk
Van Beijeren gilt als bedeutender Stilllebenmaler, insbesondere von Stillleben mit Fischen. Er war aber auch ein kunstfertiger Maler von Seestücken. Er signierte seine Gemälde mit dem Monogramm AVB, datierte sie aber nur selten, so dass die Datierung seiner Werke teilweise nach wie vor Fragen aufwirft. Obwohl eine gewisse Themenvielfalt vorhanden ist – darunter Blumen, Früchte, tote Vögel und Vanitas-Stillleben –, blieben van Beijerens bevorzugte Motive der tote Fisch und seine Anhäufung sowie Kompositionen von Banketttischen mit kostbaren Tafelgefäßen. Sein Werk zeichnet sich durch eine warme Farbgebung aus, in der die braunen Töne vorherrschen. Ein weiteres Merkmal ist das virtuose Spiel mit Formen und Licht, das seinen Ausdruck unter anderem in schillernden Gold-, Silber-, Glas- und Porzellanflächen findet, wobei die Lichtquelle in der Regel verborgen bleibt.

### Werksauswahl
- 1650–1670: Prunkstillleben, Karlsruhe, Staatliche Kunsthalle
- 1652/1653: Großes Stillleben mit Hummer, München, Alte Pinakothek
- 1655: Stillleben, Worcester Art Museum
- 1655: Bank eines Fischhändlers, Hannover, Niedersächsisches Landesmuseum
- 1655-: Bankett-Stillleben, Den Haag, Mauritshuis
- 1665: Stillleben, Amsterdam, Rijksmuseum
- 1666: Stillleben mit Fischen, Gent
- 1667: Stillleben mit einer Maus, Los Angeles County Museum of Art
- 1667: Bankett-Stillleben, Los Angeles County Museum of Art
- ?: Das Frühstück, Moskau, Puschkin-Museum
- ?: Prunkstillleben mit Nautiluspokal und Hummer, Zürich
- ?: Stillleben, Antwerpen, Königliches Museum der Schönen Künste
- ?: Stillleben mit Fisch, Dresden, Gemäldegalerie Alte Meister
- ?: Eine Fischbankm auch Stillleben mit Fisch, Dresden, Gemäldegalerie Alte Meister
- ?: Stillleben mit Früchten und Hummer, Leipzig, Museum der bildenden Künste